# Wednesday Moon
『Wednesday Moon』（ウェンズデイ・ムーン）は、1991年4月10日にリリースされた德永英明の11枚目のシングル。

## 解説
「壊れかけのRadio」から9ヶ月ぶりのシングル。徳永が初出演したコマーシャルでカネボウ（現・クラシエホールディングス）男性用化粧品『ZENITH』のCMソングに使用された。
自身のシングルとして初となるオリコンシングルチャートの1位を獲得。現時点で唯一の同チャート首位作品となっている。

## 収録曲
全作詞・作曲：德永英明　編曲：瀬尾一三
1. Wednesday Moon
2. 帰れない二人

## 主な収録アルバム
- Revolution
- INTRO.II
- シングルコレクション (1986〜1991)
- SINGLES BEST